# 白神邦二
白神 邦二（しらかみ くにじ、1882年（明治15年）11月10日 - 1934年（昭和9年）4月15日）は、大正から昭和初期の実業家、政治家。衆議院議員。

## 経歴
岡山県浅口郡勇崎村西浦（柏崎村、玉島町、玉島市を経て現倉敷市玉島勇崎）で、肥料問屋「北国屋」白神亀五郎、貞の二男として生れ、白神カチの養子となり1897年（明治30年）家督を相続した。玉島尋常高等小学校を卒業。その後の経歴は不明確で、ロシア帝国沿海州などを視察し、帰郷して岡山市で海産物商、米穀仲買人などを営む。
その後大阪に移り、堂島などで相場、株式の知識を習得し、1918年（大正7年）米相場、株式を掲載した『大阪毎夕新聞』を創刊し1921年（大正10年）社長に就任した。その他、阪神競馬倶楽部監事などを務めた。
政界にも関わり、1912年（大正元年）立憲国民党大阪支部幹事長となり、その後、同支部長に就任。1932年（昭和7年）2月、第18回衆議院議員総選挙に岡山県第2区から立憲政友会公認で出馬して当選した。選挙戦は、白神が故郷からしばらく離れていたため選挙民となじみが薄かったため、多額の資金を投入した。そのため、白神陣営から多数の選挙違反者を出し、白神には多額の債務が生じた。帝国議会では多数登壇して犬養毅を支えたが、五・一五事件で犬養が暗殺され、さらに白神も風邪から肺炎を併発して1934年4月、兵庫県芦屋の自宅で死去し、衆議院議員に1期在任した。

## 国政選挙歴
- 第13回衆議院議員総選挙（香川県丸亀市、1917年4月、立憲国民党）落選[10]
- 第18回衆議院議員総選挙（岡山県第2区、1932年2月、立憲政友会公認）当選[7]